# Pianosonate nr. 7 (Mozart)
Piano sonate nr. 7 in C majeur, KV 309, is een pianosonate van Wolfgang Amadeus Mozart. Hij schreef het stuk, dat circa 16 minuten duurt, in 1777.

## Onderdelen
De sonate bestaat uit drie delen:
- I Allegro con spirito
- II Andante un poco adagio
- III Rondo: allegretto grazioso

### Allegro con spirito
Dit is het eerste deel van de sonate. Het stuk heeft een 4/4-maat en staat in C majeur. Het eindigt in twee dezelfde arpeggio akkoorden.

### Andante un poco adagio
Dit is het tweede deel van de sonate. Het stuk heeft een 3/4-maat en staat in F majeur.

### Rondo: allegretto grazioso
Dit is het derde en laatste deel van de sonate. Het stuk heeft een 2/4-maat en staat in C majeur. Het eindigt in een pianissimo akkoord.